# Lincoln Younes
Lincoln Younes (né le 31 janvier 1992) est un acteur australien.

## Biographie

### Vie privée
Il est en couple avec l'actrice, chanteuse et danseuse australienne Amy Ruffle.

## Filmographie

### Cinéma

#### Longs métrages
- 2010 : The Wedding Party d'Amanda Jane : Todd
- 2016 : Down Under de Abe Forsythe : Hassim

#### Courts métrages
- 2009 : Locker de Jonathan Burton et Braydn Michael : Tim Kelly
- 2016 : Petunia de Zoe Carides : Jack
- 2018 : Love and Other Places de Mitzi Ruhlmann : Sam

### Télévision

#### Séries télévisées
- 2009 : City Homicide : L'Enfer du crime : Tyler Drew (1 épisode)
- 2009-2012 : Tangle : Romeo Kovac (22 épisodes)
- 2011-2014 : Summer Bay : Casey Braxton (570 épisodes)
- 2014-2016 : Love Child : Chris Vesty (17 épisodes)
- 2015 : Hiding : Mitchell Quigg / Mitchell Swift (8 épisodes)
- 2018 : Dead Lucky : Lincolin Tassoni (1 épisode)
- 2019 : Grand Hotel : Danny Garibaldi (rôle principal, 13 épisodes)
- 2023 : Last King of the Cross : John Ibrahim (rôle principal, 10 épisodes)
- : Après le verdict, Les Jurés mènent l'enquête. Jouant le rôle d'Ollie (6 épisodes)

## Distinctions
Sauf indication contraire ou complémentaire, les informations mentionnées dans cette section proviennent de la base de données IMDb.
- ASTRA Awards 2013 : meilleure interprétation masculine pour Tangle